# Mirko Krajči
Mirko Krajči (* 26. Februar 1968 in Banská Bystrica) ist ein slowakischer Komponist und Dirigent.

## Leben
Mirko Krajči begann 1984 sein Studium am Konservatorium Bratislava, wo Juraj Pospíšil (Komposition), Zdeněk Bílek (Dirigieren) und Anton Hruška (Klarinette) seine Lehrer waren. Nachdem er 1990 mit der Auszeichnung „Bester Absolvent des Jahres“ in Komposition und Dirigieren abgeschlossen hatte, setzte er seine Ausbildung bis 1995 an der Hochschule für Musische Künste Bratislava (Vysoká škola múzických umení v Bratislave – VŠMU) bei Jozef Sixta (Komposition) und Bystrík Režucha (Dirigieren) fort. Zwischendurch absolvierte er 1992 zudem einen einsemestrigen Studienaufenthalt am Conservatoire National Supérieur in Paris (Dirigieren bei Jean-Sébastien Béreau). Bereits ab 1990 war Krajči Korrepetitor und Chorleiter des Kinder- und Jugendchors des Slowakischen Rundfunks, seit 1996 Dirigent und künstlerischer Leiter des Kammerorchesters „Technik“ der Technischen Universität Bratislava (STU). 1996–1998 war er zudem Dramaturg des Sinfonieorchesters des Slowakischen Rundfunks. In der Folge wurde er Aufnahmeleiter beim Slowakischen Rundfunk.
Als Dirigent arbeitete Mirko Krajči seit den 1990er-Jahren vor allem mit dem Sinfonieorchester des Slowakischen Rundfunks, daneben aber auch anderen slowakischen Orchestern wie der Staatsphilharmonie Košice, dem Orchester des Slowakischen Nationaltheaters Bratislava und der Slowakischen Sinfonietta Žilina. Außerdem leitete er mehrere Klangkörper in Mittel- und Westeuropa.
Durch seine Lehrer wie Juraj Pospíšil und Jozef Sixta in der Bandbreite der kompositorischen Techniken des 20. Jahrhunderts geschult, verknüpft Mirko Krajčis Musik diese mit traditioneller Tonalität, Melodik und Harmonik. Insbesondere die Werke für Chor und sein Schwerpunkt im sakralen Bereich weisen eine unmittelbare Eingängigkeit auf, die sich auch einem breiteren Publikum rasch erschließt. Inhaltlich befasst er sich bevorzugt mit spirituellen Themen und Sinnfragen des Lebens. Die Texte seiner Vokalmusik stammen oft von ihm selbst. Gerne greift er tänzerische und Jazzelemente auf, zudem setzt er sich auch mit den Möglichkeiten der Elektronik im künstlerischen Schaffen auseinander.

## Preise und Auszeichnungen (Auswahl)
- 1997: Ján-Levoslav-Bella-Preis für Sinfonia da Requiem
- 1997: Preis der slowakischen Urheberrechtsgesellschaft SOZA[5] für Sonáta
- 2007: Ján-Cikker-Preis für bemerkenswerte Leistungen im Bereich slowakischer Musik für das Jahr 2006

Zudem zahlreiche weitere Preise bei internationalen Kompositions- und Dirigierwettbewerben

## Werke (Auswahl)

### Ballett
- Don Juan. Ballett in zwei Akten nach Motiven aus Don Juan, ou Le festin de Pierre von Christoph Willibald Gluck, Libretto: Nikita Slovák (2006)

### Solostimme, Chor und Orchester
- Krása večnosti (La beauté de l'éternité) (Die Schönheit der Ewigkeit) nach einem Text von Khalil Gibran in der Einrichtung von Mirko Krajči für Sopran, gemischten Chor und Orchester (2006)
- Posolstvo Slova (Botschaft des Wortes). Sinfonie für Tenor, Bass und Orchester (2013)
- Ikony (Ikonen) nach Worten von Daniel Pastirčák für Sopran, gemischten Chor und Streichorchester (2017)
- Missa veniae für Sopran, gemischten Chor, Orgel und Streichorchester (2019)
- In Festo Domini Nostri für Sopran, Bass, gemischten Chor, Orgel und Orchester „Hommage à Ľudovít Rajter“ (2021)

### Chor und Orchester
- Sinfonia da Requiem für Schola und Orchester (1994)
- Memoriae Milleniorum nach Bibeltexten für Schola und Orchester (1998)
- Cesta života (Der Weg des Lebens) nach einem Text von Mirko Krajči für gemischten Chor und Streichorchester (2008)
- Pastierske Vianoce (Hirtenweihnacht) für gemischten Chor und Orchester (2009)
- Keby… (Wenn…) nach einem Text von Mirko Krajči für gemischten Chor und Streichorchester (2015)
- Čas nádejí (Zeit der Hoffnungen) nach einem Text von Mirko Krajči für Frauen- oder Kinderchor und Orchester (2016)

### Orchester
- Danae. Sinfonische Dichtung (1989)
- Tu es Petrus. Sinfonische Dichtung (1996)
- Ouvertura Gaudeamus omnes in Domino (1998)
- Post scriptum (2004)
- Ouvertura festiva (2007)
- Zwei Suiten aus dem Ballett Don Juan (2007/2008)
- Ouvertura Jubilea (2017)
- Dolorosa (2017)
- Mantra (2017)
- Spes. Musik für 25 Streich-, 18 Blas- und acht Schlaginstrumente (2020)
- Sinfonietta (2021)

### Soloinstrument(e) und Orchester
- Tri Bagately für Blockflöte und Streichorchester (1994)
- Quo vadis für Klavier oder Cembalo und Streichorchester (1994)
- Konzert für Violoncello und Orchester (2001)
- Doppelkonzert für Violine, Violoncello (oder Viola) und Orchester (2009)
- Konzert für Violine und Orchester (2011)
- Concertino für Violine, Violoncello und Streichorchester „Guerra e pace“ (2018)

### Streichorchester
- Laudate dominum (1999)
- Fragmente (1999)
- Pietà (2005)
- Tangissimo (2008)
- Azoth. Kammersinfonie (2012)
- Pax (Pacem relinquo vobis) (2015)
- Žalospev (Lamento) (Klagegesang) (2016)
- Arcott (2017)
- Waltzissimo (2021)

### Kammermusik
- Streichquartett (1988)
- Jazzové impresie (Jazz-Impressionen) für Flöte, Violine, Violoncello und Klavier (1989)
- Correlations between C&J. Oktett für Flöte, Klavier, Kontrabass, Schlagzeug und Streichquartett (1990)
- Metamorphosen über das Thema von Chick Coreas Song to the Pharaoh King für sechs Blockflöten (1991)
- Evolution für Trompete und drei Posaunen (1991)
- Präludium, Toccata und Fuge für Klaviertrio (1993)
- Bläserquartett für Flöte, Oboe, Klarinette und Fagott (2000)
- Streichquartett Nr. 2 (2003)
- Pietà für Streichquartett (2008)
- Introdukcia a allegro für Cimbalom, Violoncello und Akkordeon (2010)
- Flautrino für drei Flöten (2010)
- Cellosseum für acht Violoncelli (2012)
- Symfónia pre štyroch (Sinfonie für Vier) für vier Violoncelli (2014)
- Bolesti a nádeje (Dolore e speranze) (Schmerz und Hoffnung) für Streichquartett (2015)

### Zwei Instrumente
- Got-Hot für Altsaxophon und Klavier (1989)
- Pot-Hat für Altsaxophon und Klavier (1990)
- Hot-Rod für Altsaxophon und Klavier (1990)
- Dialog für Bassklarinette und Klavier (1991)
- Introduktion und Allegro für Akkordeon und Klavier (2000)
- Acht Miniaturen für Harfe und Viola (2002)

### Instrument solo
- ... a v prach sa obrátiš (…und zu Staub wirst du zerfallen) für Violoncello (1991)
- Medzi nebom a zemou (Zwischen Himmel und Erde) für Orgel (1995)
- Sonate für Violine (1995)
- Quintum für Klavier (2007)
- Akvarely (Aquarelle) für Klavier (2009)
- Tíšiny vzkriesení (Die Stille der Auferstehung) für Violine (2011)
- Monologe für Flöte (2014)
- Passaquareglia für Klavier (2015)
- Lacrymosa für Violoncello und Live-Elektronik (2016)
- Ciaccona für Viola (2018)
- Interludio für Orgel (2019)

### Chor und Instrument(e)
- Kaktusová roláda (Kaktus-Roulade) für Kinderchor, Klavier und Altsaxophon ad lib. (1991)
- Vrabec Pišta a iné... (Spatz Pišta und andere…). Fünf Lieder nach Gedichten von Daniel Hevier[6] für Kinderchor und Klavier (1992)
- Moja prvá kuchárska kniha (Mein erstes Kochbuch) nach Texten von Štefan Moravčík[7] für Kinderchor und Klavier (1993)
- Die Freude Jerusalems nach einem Bibeltext für gemischten Chor und Orgel (1993)
- Veni Creator Spiritus für gemischten Chor und Orgel (1993)
- Omša venovaná pamiatke Sv. Gorazda (Messe zum Gedenken an den Heiligen Gorazd) für Sopran, Schola, gemischten Chor, drei Trompeten, vier Posaunen und Schlagzeug oder Sopran, Schola und Orgel (1998)
- Tri vianočné piesne zo Spišar (Drei Weihnachtslieder aus der Zips) für gemischten Chor und Schlagzeug ad lib. (2007)
- Psalm 62 für zwei gemischte Chöre und Orgel ad lib. (2019)

### Chor a cappella
- Pater noster für gemischten Chor (1998)
- Ave Maria für gemischten Chor (2002)
- Diptych für gemischten Chor (2002)
- Psalmus 85 für Schola und gemischten Chor (2010)
- Blahoslavenstvá (Seligpreisungen) für Sopran und gemischten Chor (2020)

### Elektroakustik
- Hlas z hlbín ticha (Eine Stimme aus der Tiefe der Stille) (2002)
- Hlas z hlbín ticha II (Eine Stimme aus der Tiefe der Stille) (2002)
- Malá morská víla (Die kleine Meerjungfrau). Musik zu einem Radiomärchen (2019)

## Diskographie (Auswahl)
- ... a v prach sa obrátiš – Juraj Kováč (Violoncello) – auf: Musica Academica (Slovart Records, CD 1994)
- Proroctvá – Věra Rašková (Blockflöte), Kinderchor des Slowakischen Rundfunks, Leitung: Janka Rychlá – auf: Detský a mládežnícky spevácky zbor Slovenskeho rozhlasu – Musica Academica (Radio Bratislava, CD 1999)
- ... a v prach sa obrátiš – Ján Slávik (Violoncello) – auf: Slovak Cello Music (Diskant, CD 2003)
- Sonate – Milan Paľa (Violine) – auf: Violin Solo 3. Milan Paľa (Pavlik Records, CD 2011)
- Pietà, Dvojkoncert, Cesta života, Tangissimo – František Török (Violine), Orsolya Kovács (Violoncello), Technik-Chor, Kammerorchester Technik, Dirigent: Mirko Krajči – auf: Technik & Mirko Krajči (Slovak Radio Records, CD 2011)
- Quintum – Miki Skuta (Klavier) – auf: Slovak Composers‘ Fifth Variations (Slovak Music Bridge, CD 2011)
- Tíšiny vzkriesení – Milan Paľa (Violine) – auf: Violin Solo 4 – Milan Paľa (Pavlík Records, CD 2012)
- Psalmus 131 – Bratislava Vocal Consort, Rastislav Adamko (Violine), Ivan Palovič (Viola), Zuzana Zahradníková (Orgel), Leitung: Iveta Weis Viskupová – auf: Musica Nova Spiritualis 2014 (Katholische Universität Ružomberok, CD 2014)
- Post scriptum, Cellokonzert, Posolstvo Slova – Róbert Remeselník (Tenor), Peter Mikuláš (Bass), Eugen Prochác (Violoncello), Sinfonieorchester des Slowakischen Rundfunks, Dirigent: Mirko Krajči – auf: Mirko Krajči. Post scriptum (Slowakischer Musikfonds, CD 2017)[8]
- Symfónia pre štyroch – Czech Slovak Cello Quartet – auf: Czech Slovak Cello Quartet (Real Music House, CD 2020)[9]